# Suvi Partanen
Suvi Partanen (1994) è una giocatrice di football americano finlandese, che gioca gioca come wide receiver per le Turku Trojans..